# Víti (Krafla)
Víti (isländisch víti „Hölle“) ist ein vulkanischer See, genauer ein Maar, am isländischen Zentralvulkan Krafla. Er entstand 1724 bei einer Dampfexplosion zu Beginn einer ca. fünfjährigen Ausbruchsserie, die man Mývatnfeuer nennt und die bis 1729 andauerte. Der See misst 320 m im Durchmesser und ist etwa 33 m tief.